# Paredes (Bóveda)
Paredes es una localidad del municipio de Bóveda, en la provincia de Lugo, España. Pertenece a la parroquia de Martín y se encuentra muy cerca del límite con el municipio de Monforte de Lemos.
Se encuentra a 465 metros de altitud, a los pies de O Serrón y junto al rego do Basco. En 2022 estaba deshabitada.